# Per-Erik Larsson
Per-Erik Larsson (* 3. Mai 1929 in Oxberg; † 31. Mai 2008 in Mora) war ein schwedischer Skilangläufer.

## Werdegang
Larsson, der für den IFK Mora und den Oxbergs IF startete, hatte bei den nordischen Skiweltmeisterschaften 1954 in Falun seinen ersten internationalen Erfolg. Dort gewann er die Bronzemedaille mit der Staffel und wurde zudem Achter über 15 km. Im selben Jahr errang er bei den Lahti Ski Games den dritten Platz im 18-km-Lauf. Zwei Jahre später holte er bei den Olympischen Winterspielen 1956 in Cortina d’Ampezzo ebenfalls die Bronzemedaille mit der Staffel. In den Einzelrennen belegte er den 12. Platz über 15 km und den siebten Rang über 30 km. Im selben und im folgenden Jahr siegte er bei den Svenska Skidspelen jeweils über 15 km. Bei den nordischen Skiweltmeisterschaften 1958 in Lahti wurde er Weltmeister mit der Staffel. Außerdem kam er über 50 km auf den neunten und über 15 km auf den achten Platz. Bei seinen letzten Olympischen Winterspielen 1960 in Squaw Valley erzielte er den 17. Platz über 15 km. Seine beste Platzierung beim Wasalauf erreichte er im Jahr 1963 mit dem dritten Platz. Bei schwedischen Meisterschaften siegte er im Jahr 1954 über 15 km und 1956 über 30 km. Zudem wurde er fünfmal Meister mit der Staffel, dreimal mit IFK Mora (1953–55) und zweimal mit Oxbergs IF (1958, 1961).